# Universidad Tecnológica Laja Bajío
La universidad es concebida como universidad pública, y como una nueva opción de educación superior en la región Laja Bajío que corresponden a los municipios: Celaya, Apaseo El Alto, Apaseo El Grande, Cortázar, Comonfort, Juventino Rosas, Jaral Del Progreso, Tarimoro y Villagrán en el estado de Guanajuato, México. 

## Historia

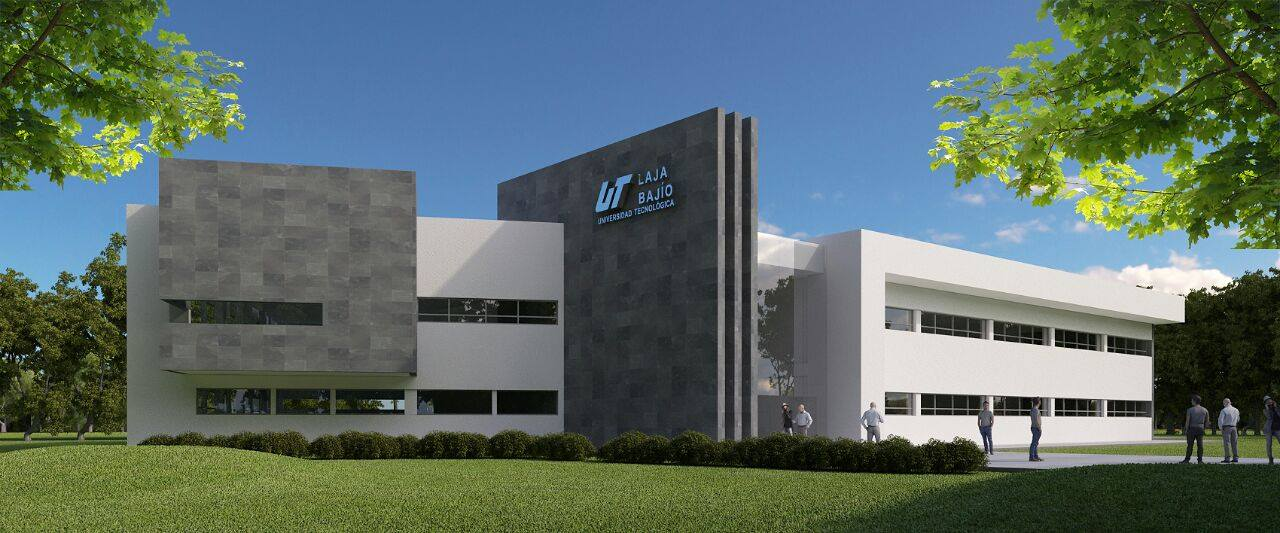
Edificio Rectoría Universidad

La Universidad Tecnológica Laja Bajío (UTLB) nace con el decreto de creación número 113 publicado en el Periódico Oficial del Estado de Guanajuato No. 78 de fecha 15 de mayo de 2015, como Organismo Público Descentralizado de la Administración Pública Estatal, con personalidad jurídica y patrimonio propio, sectorizada a la Secretaria de Innovación Ciencia y Educación Superior (SICES) en el estado de Guanajuato, como se establece en el decreto número 64 de fecha 29 de diciembre de 2015 publicado en el periódico oficial n.º 208 en su décima quinta parte. Forma parte del Sistema de Educación Superior Tecnológica del Estado de Guanajuato (SESTEG) y adopta el modelo educativo de la Coordinación General de Universidades Tecnológicas y Politécnicas (CGUTyP) con apego a las normas, políticas o lineamientos establecidos de común acuerdo, entre las autoridades educativas Estatales y Federales. 
La UTLB, inició operaciones el 15 de agosto del 2014, abriendo sus puertas a los estudiantes el 5 de septiembre del mismo año. Las clases iniciaron en la Escuela Telesecundaria 215 de la comunidad de Santa María del Refugio, Celaya, Gto. Actualmente, la UTLB tiene sus instalaciones en la Avenida Rodolfo Neri Vela No. 401, Predio el Llanito en la misma comunidad. Ofrece educación tecnológica de tipo superior de los niveles Técnicos Superiores Universitarios (TSU) y de Licenciatura en Ingeniería, con un sentido innovador que incorporados a los avances científicos y tecnológicos, formando jóvenes aptos para aplicar sus conocimientos a la solución creativa de los problemas que se presenten en su región, disminuyendo las disparidades educativas entre la educación rural y urbana, además de contribuir al progreso social al tiempo que mejoran su nivel de vida y el de sus familias, a través de un sistema Bilingüe, Internacional y Sustentable (BIS), en donde el egresado dominará el idioma inglés.
Desde el  2014 el Dr. Carlos Mendiola Amador asumió la rectoría de la Universidad Tecnológica de Laja Bajio, Actualmente la Universidad cuenta con 18 empleados y 68 alumnos aproximadamente y se pretende que para septiembre de 2015 el número de alumnos sea de 380 ya que en la zona existe una gran demanda por educación superior.
La Universidad Tecnológica Laja Bajio es La primera "Universidad Pública Bilingüe" en el Estado de Guanajuato y su construcción comenzó en febrero de 2015 a través de la secretaria de obra pública.

## Modelo educativo
El Modelo de Universidad Bilingüe, Internacional y Sustentable (UT-BIS/UP-BIS) ha sido desarrollado para atender la fuerte demanda del sector empresarial, que requiere dar respuesta de forma más competitiva a los requerimientos de la industria exportadora que cada día amplía más sus fronteras, y requiere de personal bilingüe con alta capacidad tecnológica
El estudiante ingresa al cuatrimestre cero, teniendo 7 horas inmersas en el idioma inglés. Termina certificándose con un nivel de inglés A1 o A2. Al concluir éste, en los cuatrimestres 1° y 2°, se tienen de 2 a 4 clases en inglés y a partir del cuatrimestre 3, todas las clases son 100% en lengua inglesa. Terminando el cuatrimestre 6°, cumpliendo ciertas horas de estadías con empresas y con una certificación de inglés de nivel B1 o B2 se tramita el título de TSU. A partir del 7° cuatrimestre se continúa con todas las materias en inglés para terminar la segunda etapa de su formación en el cuatrimestre 11°, obteniendo un certificado en inglés nivel C1 o C2 y volviedo a cumplir nuevas horas de estadías con empresas se expide en título de Licenciatura en Ingeniería. 

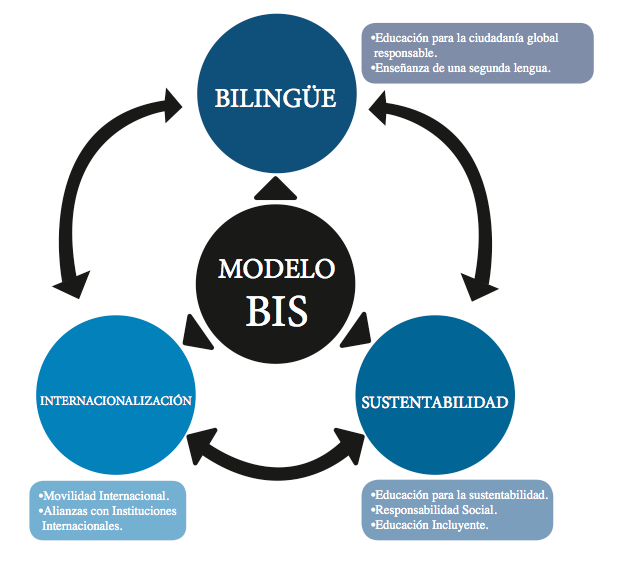
Modelo curricular del Sistema UT

## Carreras
Técnico Superior Universitario (TSU)
- Administración área Capital Humano
- Mecatrónica área Automatización
- Mecatrónica área Instalaciones Eléctricas Eficientes
- Operaciones Comerciales Internacionales área Negocios Internacionales

Licenciatura en Ingeniería:
- Desarrollo en Innovación Empresarial
- Mecatrónica
- Logística Comercial Global